# 푸른솔관광
푸른솔관광 주식회사(영어: Purunsol Express Tour)는 서울특별시 중구 서소문로9길 41-10에 있는 전세버스 회사이다.

## 연혁
- 1999년 3월 5일: 회사 설립[1][2]

## 보유 차량
현대자동차
- 현대 유니시티
- 현대 뉴 프리미엄 유니버스 익스프레스 노블

자일대우버스
- 자일대우 레스타
- 자일대우 BX212 로얄 하이데커
- 자일대우 BX212S 로얄 하이데커
- 자일대우 FXⅡ120 크루징스타
- 자일대우 FXⅡ212 슈퍼크루저

기아
- 기아 뉴 그랜버드 그린필드
- 기아 뉴 그랜버드 선샤인
- 기아 뉴 그랜버드 실크로드
- 기아 뉴 그랜버드 파크웨이